# Quadripoint
En géographie, un quadripoint est le lieu où se rencontrent les territoires de quatre entités administratives de même niveau hiérarchique, par exemple quatre États des États-Unis, quatre communes de France.
On peut aussi évoquer le cas de points de rencontre de cinq entités (quintipoint), de six entités (hexapoint) et même de sept entités (heptapoint). 
Les quadripoints existent le plus souvent à l'intérieur d'un pays donné, mais il existe aussi des cas impliquant plusieurs pays. 

## Quadripoints internationaux

Carte de Baarle-Hertog (Belgique) et Baarle-Nassau (Pays-Bas). Du fait de la fragmentation des enclaves, la quasi-enclave H2 est reliée à l'enclave H1 par un point ; quatre lignes frontalières se rejoignent donc, formant un quadripoint.

### Absence actuelle de quadripoints entre quatre pays
Actuellement, alors que les tripoints sont nombreux, il n'existe aucun quadripoint internationalement reconnu entre quatre pays différents. C'est assez logique d'un point de vue géométrique : alors que le tripoint résulte de la simple interruption de la continuité d'une frontière entre deux pays par un tiers frontalier des deux autres, un quadripoint exige la convergence d'un tripoint avec la frontière d'un quatrième pays, ce qui est peu probable.

### Quadripoints entre deux pays
Il existe cependant deux endroits où quatre limites d'entités équivalentes se rejoignent en un point, mais ces entités ne font partie que de deux pays :
- la commune néerlandaise de Baarle-Nassau et la commune belge de Baerle-Duc possèdent un territoire fragmenté, avec de nombreuses enclaves. Parmi celles-ci, deux des enclaves belges aux Pays-Bas se touchent en un point, créant ainsi un quadripoint entre les deux pays ;
- la ville autrichienne de Jungholz est rattachée au reste du pays en un point au sommet du Sorgschrofen et est entièrement entourée par l'Allemagne.

### Tripoints proches

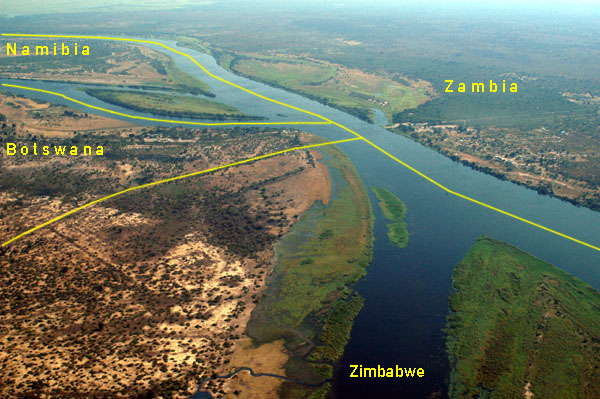
Le Zambèze, à la jonction entre Namibie (haut gauche), Zambie (haut), Zimbabwe (bas droite) et Botswana (bas gauche).

En plusieurs endroits, deux tripoints sont très proches l'un de l'autre et peuvent donner l'impression — avec une carte ne possédant pas une échelle suffisante — qu'un quadripoint existe :
- les frontières entre la Namibie, la Zambie, le Botswana et le Zimbabwe[1], située sur le fleuve Zambèze ne sont pas très bien délimitées mais forment un quasi quadripoint[2],[3] (vers 17° 47′ 28″ S, 25° 15′ 44″ E) : les deux tripoints voisins séparant d'une part les trois premiers pays cités plus haut des trois derniers États sont distants d'environ 150 mètres formant la frontière entre le Botswana et la Zambie, la plus courte du monde, à proximité du pont de Kazungula[4],[5], tandis que la Namibie et le Zimbabwe n'ont pas de frontière commune, bien que distants de seulement 150 mètres ;
- les tripoints Kazakhstan-Chine-Russie (49° 06′ 57,5″ N, 87° 17′ 09,4″ E) et Mongolie-Chine-Russie (49° 10′ 14,1″ N, 87° 48′ 52,6″ E) sont distants d'environ 40 km ;
- dans le golfe d'Aqaba, il existe deux tripoints séparés d'environ 9 km : le premier entre l'Arabie saoudite, l'Égypte et la Jordanie (29° 22′ 32,1″ N, 34° 53′ 06,1″ E), le second entre Israël, l'Égypte et la Jordanie (29° 27′ 13,1″ N, 34° 55′ 15,9″ E) ;
- le lac Tchad borde quatre pays, mais il existe deux tripoints distants de plus de 80 km à l'intérieur du lac : le premier entre le Cameroun, le Nigeria et le Tchad (13° 04′ 55,8″ N, 14° 05′ 04,1″ E), le second entre le Niger, le Nigeria et le Tchad (13° 42′ 31,3″ N, 13° 37′ 57,6″ E) ;
- le tripoint entre la Turquie, l'Arménie et l'Azerbaidjan (Nakitchevan, 39° 42′ 53,4″ N, 44° 45′ 52,1″ E) est proche d'un deuxième tripoint situé comme le premier sur la rivière Araxe à 8 km en amont, point de rencontre entre les frontières de l'Iran, la Turquie et l'Azerbaidjan (Nakitchevan, 39° 37′ 39,5″ N, 44° 48′ 33,4″ E).

### Quadripoints historiques

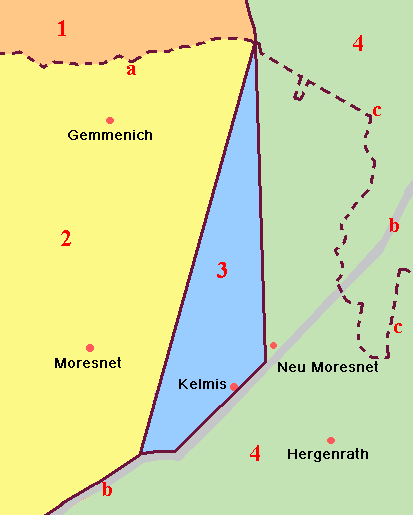
En bleu Moresnet neutre. 1 : Pays-Bas ; 2 : Belgique, 3 : Moresnet (1816–1919), 4 : Prusse ; c. La frontière actuelle Allemagne-Belgique depuis 1919).

- Entre 1839 et 1919, l'existence de « Moresnet neutre » créa un quadripoint international au sommet du Vaalserberg entre ce territoire, l'Allemagne, la Belgique et les Pays-Bas (50° 45′ N, 6° 01′ E). Le rattachement de Moresnet à la Belgique après la Première Guerre mondiale mit fin à son existence. Aux Pays-Bas, la voie conduisant au tripoint avec l'Allemagne et la Belgique porte toujours le nom de « Viergrenzenweg » (littéralement « chemin des quatre frontières »).
- Entre 1922 et 1991, un quadripoint existait entre l'Arabie saoudite, l'Irak, le Koweït et la zone neutre Arabie saoudite-Irak (29° 06′ N, 46° 33′ E), mais les frontières précises entre les pays ne furent jamais explicitement spécifiées. Il cessa d'exister à la disparition de la zone neutre.
- Le Plan de partage de la Palestine de novembre 1947, voté par l'ONU, proposait deux quadripoints mettant en contact l'État juif et l'État arabe. Le premier est près d'Afoula (vers 32° 38′ N, 35° 14′ E), sur « un point de la voie ferrée Haïfa-Afula situé à la limite des territoires des villages de Sarid et d'El Mujeidil. »[6]. Le second est entre Ashdod et Qastina (aujourd'hui Kiryat-Malakhi) (vers 31° 46′ N, 34° 44′ E), ce point d'intersection méridional « se trouve à mi-chemin entre les agglomérations de Yasur et Batani Sharqi ».
- Entre 1947 et 2016, l'Inde et le Bangladesh (Pakistan oriental jusqu'en 1971) possédaient de nombreuses enclaves dans la région du Cooch Behar, et deux des enclaves indiennes cernées par le territoire bangladeshi se rejoignaient en un point, formant un quadripoint entre les deux pays. Cette situation a perduré jusqu'en 2015, lorsque les enclaves ont disparu à la suite d'échanges de territoires.

### Heptapoint théorique en Antarctique
Les revendications territoriales sur l'Antarctique ne sont pas reconnues au niveau international. Si c'était le cas, le pôle Sud serait le point de rencontre de sept pays (Argentine, Australie, Chili, France, Norvège, Nouvelle-Zélande et Royaume-Uni).

## Quadripoints nationaux
S'il n'existe plus de quadripoint séparant quatre pays différents, il est possible d'en trouver entre les subdivisions d'un pays donné.

### Canada

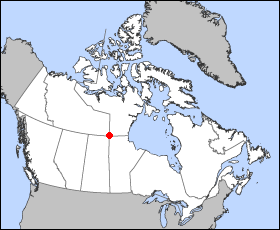
Carte du quadripoint canadien.

Au Canada, les Four Corners, situés à 60° N, 102° O, sont un possible quadripoint entre les provinces du Manitoba et du Saskatchewan au sud, du Nunavut et des territoires du Nord-Ouest au nord. 
La définition légale du Nunavut, au nord-est, semblerait indiquer que la création d'un tel point était dans l'intention du parlement du Canada ; mais il n'est pas impossible que la frontière du Manitoba et du Saskatchewan ne soit pas précisément située sur le méridien de 102° Ouest dans le système géodésique WGS 84.[réf. nécessaire]

### États-Unis

Carte des Four Corners.

- Le lieudit Four Corners est le seul point des États-Unis (36° 59′ 56,81532″ N, 109° 02′ 42,62019″ O) où quatre États se rencontrent : l'Arizona, le Colorado, le Nouveau-Mexique et l'Utah.
- En Floride, les cinq comtés de Glades, Hendry, Martin, Okeechobee et Palm Beach se rencontrent à l'intérieur du lac Okeechobee.

### Finlande

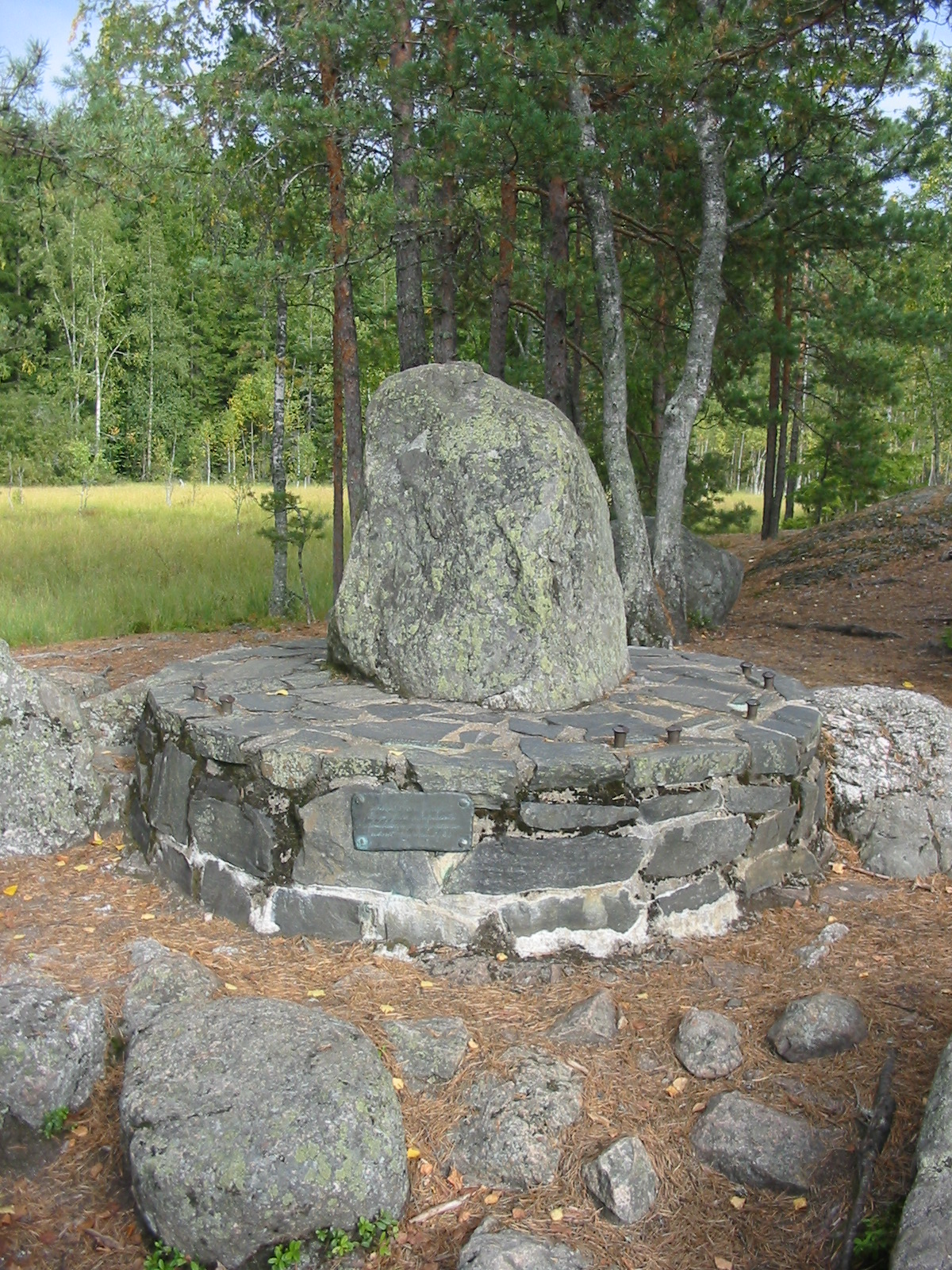
Pierre marquant le point de rencontre des sept communes : Kuhankuono.

Les communes d'Aura, Masku, Mynämäki, Nousiainen, Pöytyä, Turku et Rusko se rencontrent dans le parc national de Kurjenrahka, formant un heptapoint, nommé « Kuhankuono ».

### France
La France a un nombre assez élevé de quadripoints entre communes.

### Islande
- Les municipalités de Bláskógabyggð et de Grímsnes- og Grafningshreppur forment un quadripoint au sommet du Lyngdalsheiði.
- Les municipalités de Bláskógabyggð, Hrunamannahreppur, Skagafjörður et de Skeiða- og Gnúpverjahreppur forment un quadripoint au sommet du Hofsjökull.
- Les municipalités d'Ísafjarðarbær, Reykhólahreppur, Súðavíkurhreppur et de Vesturbyggð forment un quadripoint au sommet du Gláma.

### Maroc
La Province de Youssoufia, la Province de Chichaoua, la Province de Safi et la Province d'Essaouira se rencontrent dans la rivière Tensift.

### Philippines

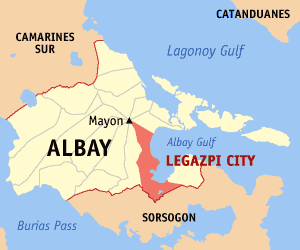
Carte de la province d'Albay, aux Philippines. La ville de Legazpi est mise en évidence en rouge. Un octopoint se situe au niveau du Mayon, au nord-ouest de Legazpi.

- Huit municipalités ou villes de la province d'Albay, aux Philippines, se rencontrent à l'intérieur du cratère du Mayon : la ville de Legazpi, Camalig, Daraga, Guinobatan, Ligao, Malilipot, Santo Domingo ainsi que Tabaco.
- Sur l'île de Mindanao, les quatre provinces de Bukidnon, Cotabato, Davao del Norte et Davao del Sur se rejoignent en un point (probablement l'un des trois sommets du mont Apo).

### Saint-Christophe-et-Niévès

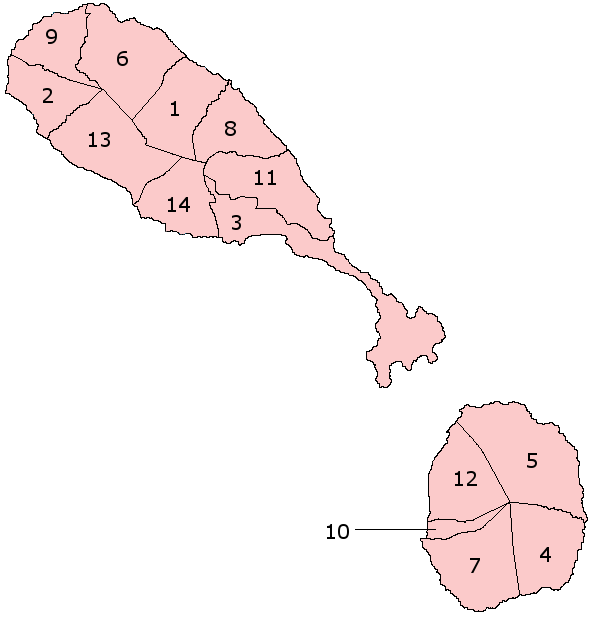
Carte de Saint-Christophe-et-Niévès indiquant la division du pays en paroisses.

Dans l'État de Saint-Christophe-et-Niévès :
- À l'ouest de l'île Saint-Christophe, les paroisses de Saint-Anne Sandy Point (2), Saint-John Capisterre (6), Saint-Paul Capisterre (9) et Saint-Thomas Middle Island  (13) se rencontrent en un point.
- Les cinq paroisses de Niévès : Saint-George Gingerland (4), Saint-James Windward (5), Saint-John Figtree (7), Saint-Paul Charlestown (10) et Saint-Thomas Lowland (12), se rencontrent au centre de l'île.

### Suisse
Dans le canton de Genève, on dénombre un quadripoint entre communes :
- Pont sur la Drize : entre Carouge, Veyrier, Plan-les-Ouates et Lancy. La commune de Troinex se situant à moins de 30 mètres, il s'agit presque d'un point quintuple.

On y trouve également quelques quasi-quadripoints (à moins de 10 mètres).
- Pont Bochet : entre Choulex, Vandœuvres, Puplinge et Thônex.
- Entre Vandœuvres, Choulex, Collonge-Bellerive et Cologny.
- Entre Avully, Cartigny, Laconnex et Avusy
- Entre Versoix, Collex-Bossy, Genthod et Bellevue